# Zmarli w czerwcu 2025

## Czerwiec 2025
- 30 czerwca
  - Ion Cernea – rumuński zapaśnik, mistrz świata (1965), wicemistrz olimpijski (1960)[1]
  - Kenneth Colley – brytyjski aktor[2]
  - Luis Pascual Dri – argentyński duchowny rzymskokatolicki, kapucyn, kardynał (2023–2025)[3]
  - Jerzy Lisiecki – polski polityk, samorządowiec i informatyk, wicewojewoda słupski (1998)[4]
  - Nydia Quintero Turbay(inne języki) – kolumbijska działaczka społeczna i filantropka, pierwsza dama Kolumbii (1978–1982), żona Julia Césara Turbaya Ayali[5]
  - Wanda dos Santos – brazylijska lekkoatletka, płotkarka i skoczkini w dal, olimpijka (1952, 1960)[6]
  - Vasile Sărucan – rumuński lekkoatleta, skoczek w dal, medalista halowych ME (1971)[7]
  - Lajos Sătmăreanu – rumuński piłkarz, uczestnik MŚ (1970)[8]
  - Michael Sommer – niemiecki działacz związkowy, przewodniczący DGB (2002–2014) oraz ITUC (2010–2014)[9]
- 29 czerwca
  - Wolfgang Böhmer – niemiecki lekarz i polityk, premier Saksonii-Anhaltu (2002–2011), przewodniczący Bundesratu (2002–2003)[10][11]
  - Stuart Burrows – walijski śpiewak operowy, tenor[12]
  - Sandy Gall(inne języki) — szkocki dziennikarz i prezenter wiadomości[13]
  - Dionizy Moska – polski farmaceuta i historyk farmacji, dr hab., profesor nadzwyczajny Śląskiej Akademii Medycznej[14]
  - Alan Peacock – angielski piłkarz, uczestnik MŚ (1962)[15]
  - Maksym Ustymenko(inne języki) – ukraiński oficer lotnictwa, pilot samolotu F-16, wyróżniony tytułem Bohater Ukrainy[16]
- 28 czerwca
  - Gilda Cruz-Romo – meksykańska śpiewaczka operowa (sopran)[17]
  - Mabandla Dlamini – eswatyński arystokrata i polityk, premier (1979–1983)[18]
  - Dymitr (Dikbasanis) – grecko-albański duchowny prawosławny, metropolita Gjirokastry w Albanii (2006–2025)[19]
  - Jerzy Hanuza – polski chemik, profesor[20]
  - Ihor Kałyneć – ukraiński poeta i prozaik, dysydent i więzień polityczny w ZSRR[21]
  - Tomira Kowalik – polska aktorka[22]
  - Alicja Lis – polska nauczycielka i polityczka, posłanka Sejm IV kadencji (2001–2005)[23]
  - Tigran Nalbandian – ormiański szachista, arcymistrz[24]
  - Dave Parker – amerykański baseballista[25]
- 27 czerwca
  - Yves Camus – francuski lekkoatleta, sprinter, wicemistrz Europy (1950), olimpijczyk (1952, 1956)[26]
  - William Dellinger – amerykański lekkoatleta, długodystansowiec, medalista olimpijski (1964)[27]
  - Joseph Sartoris – amerykański duchowny rzymskokatolicki, biskup pomocniczy Los Angeles (1994–2002)[28]
  - Takahiro Shiraishi(inne języki) znany jako „Morderca z Tindera” – japoński seryjny morderca[29]
  - Ileana Silai – rumuńska lekkoatletka, biegaczka średniodystansowa, wicemistrzyni olimpijska (1968), halowa mistrzyni Europy (1978)[30]
- 26 czerwca
  - Rusłan Bodelan(inne języki) – ukraiński polityk, gubernator obwodu odeskiego (1995–1998), burmistrz Odessy (1998–2005)[31]
  - Rick Hurst(inne języki) – amerykański aktor[32]
  - Carolyn McCarthy – amerykańska polityczka, członkini Izby Reprezentantów (1997–2015)[33]
  - Bill Moyers(inne języki) – amerykański dziennikarz, sekretarz prasowy Białego Domu(inne języki) (1965–1967)[34]
  - Waldemar Przybyszewski – polski samorządowiec i inżynier, przewodniczący rady miejskiej Torunia[35][36]
  - Lalo Schifrin – argentyński pianista, dyrygent i kompozytor muzyki filmowej; laureat Oscara za całokształt twórczości[37]
  - Walter Scott – amerykański wokalista, członek zespołu The Whispers[38]
  - Jarosław Studzizba – polski piłkarz[39]
  - Zygmunt Wiatrowski – polski pedagog, profesor[40]
- 25 czerwca
  - Wim van Eekelen – holenderski prawnik, polityk i urzędnik państwowy, parlamentarzysta, minister obrony (1986–1988), sekretarz generalny UZE (1989–1994)[41]
  - Michał Komoszyński – polski biochemik, dr hab., profesor UMK[42]
  - Michał Sznajder – polski agronom, ekonomista rolny, profesor[43]
  - Jacek Wasilewski – polski socjolog, profesor nauk humanistycznych, nauczyciel akademicki[44]
  - Pat Williams(inne języki) – amerykański polityk, członek Izby Reprezentantów (1979–1997)[45]'
- 24 czerwca
  - Zygmunt Kowalczyk – polski ekonomista, profesor[46]
  - Pitirim (Wołoczkow) – rosyjski duchowny prawosławny, arcybiskup syktywkarski i komi-zyriański (2016–2025)[47]
  - Bobby Sherman(inne języki) – amerykański piosenkarz i aktor[48]
  - Alvaro Vitali(inne języki) – włoski aktor[49]
- 23 czerwca
  - Kamal Hanna Bathish – palestyński duchowny rzymskokatolicki, biskup pomocniczy Jerozolimy (1993–2007)[50]
  - John Clark(inne języki) – szkocki piłkarz i trener[51]
  - Rebekah Del Rio(inne języki) – amerykańska piosenkarka, autorka tekstów i aktorka[52]
  - Feya Faku – południowoafrykański trębacz jazzowy[53]
  - Waldemar Koperkiewicz – polski muzyk, kompozytor, pedagog i działacz kulturalny[54]
  - Gérard Lefranc – francuski szablista, mistrz świata (1962), olimpijczyk (1960)[55]
  - Lea Massari – włoska aktorka[56]
  - Adam Medyński – polski szpadzista i trener[57]
  - Mick Ralphs(inne języki) – brytyjski gitarzysta rockowy, członek grupy Bad Company[58]
  - Anna Wajszczuk-Religa – polska lekarka, żona Zbigniewa Religi[59]
  - Andrzej Włusek – polski dziennikarz[60]
- 22 czerwca
  - Aki Aleong(inne języki) – trynidadzko-amerykański aktor[61]
  - Roman Barlik – polski inżynier elektrotechnik, profesor[62]
  - Denis Lathoud(inne języki) – francuski piłkarz ręczny i trener, medalista olimpijski (1992), mistrz świata (1995)[63]
  - Joe Marinelli – amerykański aktor[64]
  - Arnaldo Pomodoro(inne języki) – włoski artysta rzeźbiarz[65]
  - Franco Testa – włoski kolarz torowy, mistrz olimpijski (1960), wicemistrz świata (1964)[66]
- 21 czerwca
  - Jarosław Klejnocki – polski pisarz, poeta, krytyk literacki[67]
  - Danuta Kobylińska-Walas – polska oficer marynarki handlowej, kapitan żeglugi wielkiej[68]
  - Rajkeswur Purryag – maurytyjski prawnik i polityk, wicepremier (1997–2000), prezydent (2012–2015)[69]
  - Frederick W. Smith – amerykański przedsiębiorca, założyciel FedEx, miliarder[70]
  - Walentina Tałyzina – rosyjska aktorka[71]
- 20 czerwca
  - Richard Bambach – amerykański paleontolog, profesor[72]
  - Edwin Bhend – szwajcarski szachista, mistrz międzynarodowy[73]
  - Marita Camacho Quirós – kostarykańska superstulatka, pierwsza dama Kostaryki (1962–1966), żona Francisco Orlicha Bolmarcicha[74]
  - Blake Farenthold(inne języki) – amerykański prawnik, polityk i lobbysta, członek Izby Reprezentantów (2011–2018)[75]
  - Ivar Giaever – norweski fizyk, profesor, laureat Nagrody Nobla (1973)[76]
  - Francis Graham-Smith(inne języki) – brytyjski radioastronom, profesor[77]
  - Teresa Jakubowska-Drzewiecka – polska graficzka, linorytniczka i drzeworytniczka[78]
  - Jeremiasz (Kaligiorgis) – grecki duchowny prawosławny, metropolita Francji (1988–2003), Szwajcarii (2003–2018) i Ankary (2018–2025)[79]
  - Roman Karaś – polski prawnik i polityk, senator III kadencji (1993–1997)[80]
  - Michaił Maslin – rosyjski historyk filozofii, profesor[81]
  - Mieczysław Młynarski – polski koszykarz, reprezentant kraju, olimpijczyk, trener[82]
  - Pauli Nevala – fiński lekkoatleta, oszczepnik, mistrz olimpijski (1964)[83]
  - Patrick Walden – brytyjski gitarzysta, członek zespołu Babyshambles (2004–2006)[84]
- 19 czerwca
  - Nelly Akopian-Tamarina – rosyjska pianistka[85]
  - Jack Betts – amerykański aktor[86]
  - Francisco Cuoco(inne języki) – brazylijski aktor[87]
  - André Fanton – francuski prawnik i polityk, deputowany do Zgromadzenia Narodowego, poseł do PE[88]
  - Lynn Hamilton(inne języki) – amerykańska aktorka[89]
  - Rolf Hilgenfeld – niemiecki biochemik, profesor[90]
  - Ján Ľupták – słowacki polityk, lider Zrzeszenia Robotników Słowacji (1994–2017)[91][92]
  - Wojciech Nasalski – polski fizyk, profesor[93]
  - James Prime(inne języki) – szkocki klawiszowiec, członek zespołu Deacon Blue[94]
- 18 czerwca
  - Annika Åhnberg – szwedzka polityczka, posłanka do Rigsdagu (1988–1994), minister rolnictwa (1996–1998)[95]
  - Thabet Al Mekko – iracki duchowny chaldejski, biskup Alkusz (2022–2025)[96]
  - Lou Christie(inne języki) – amerykański piosenkarz i autor piosenek[97]
  - Piotr Konderla – polski inżynier budownictwa, profesor[98]
  - Braulio Musso – chilijski piłkarz, uczestnik MŚ (1962)[99]
  - Mark Peploe – brytyjski scenarzysta i reżyser filmowy[100][101]
- 17 czerwca
  - Alfred Brendel – austriacki pianista, pedagog, pisarz i poeta, jeden z największych pianistów XX wieku[102]
  - Egon Coordes – niemiecki piłkarz i trener[103]
  - Léon Krier – luksemburski architekt i urbanista, przedstawiciel architektury konserwatywnej[104]
  - Bernard Lacombe – francuski piłkarz i trener[105]
  - Gailard Sartain – amerykański aktor i ilustrator[106]
- 16 czerwca
  - Jan Czekaj – polski ekonomista, profesor, podsekretarz stanu w MPW (1994–1996) i w MF (2002–2003), członek RPP (2003–2010)[107]
  - Daniel Kleppner(inne języki) – amerykański fizyk, profesor, laureat Nagrody Wolfa (2005) i National Medal of Science (2006)[108]
  - Nikołaj Krasnikow – rosyjski żużlowiec[109]
  - Roman Warda – polski samorządowiec, burmistrz Człuchowa (1991–1992)[110]
- 15 czerwca
  - Juan Calzadilla(inne języki) – wenezuelski poeta i malarz[111]
  - Jurij Felipenko(inne języki) – ukraiński aktor[112]
  - Maria Leśnikowska-Pietrasik – polska dziennikarka[113]
  - Krystyna Palmowska – polska alpinistka i himalaistka[114]
- 14 czerwca
  - Violeta Chamorro – nikaraguańska dziennikarka i polityczka, prezydent (1990–1997)[115]
  - Kate Delbarre – francuska florecistka, wicemistrzyni świata (1952, 1953, 1955, 1956), olimpijka (1956, 1960)[116]
  - Melissa Hortman(inne języki) – amerykańska prawniczka i polityczka, spiker Izby Reprezentantów Minnesoty(inne języki) (2019–2025)[117]
  - Iwan Indinok(inne języki) – rosyjski polityk i inżynier, gubernator obwodu nowosybirskiego (1993–1995)[118]
  - Leonard Lauder(inne języki) – amerykański miliarder, wieloletni prezes firmy Estee Lauder[119]
- 13 czerwca
  - Andrzej Anklewicz – polski funkcjonariusz MO, SB oraz UOP, generał brygady, komendant główny SG (1997)[120]
  - Mohammad Bagheri – irański wojskowy, generał, szef sztabu sił zbrojnych Iranu (2016-2025)[121]
  - Amir Ali Hadżizade – irański wojskowy, generał, dowódca sił powietrznych Korpusu Strażników Rewolucji Islamskiej (2003–2025)[122]
  - Henryk Masternak – polski geolog, przedsiębiorca i samorządowiec, prezydent Zielonej Góry (1994–1998)[123][124]
  - Louis Moholo – południowoafrykański perkusista jazzowy[125]
  - Piotr Nowina-Konopka – polski polityk, ekonomista, działacz społeczny, nauczyciel akademicki, dyplomata i urzędnik, minister stanu w Kancelarii Prezydenta RP (1989–1990), poseł na Sejm I, II i III kadencji (1991–2001)[126]
  - Hosejn Salami – irański wojskowy, generał, dowódca Korpusu Strażników Rewolucji Islamskiej (2019–2025)[127]
  - Artur Santos(inne języki) – portugalski piłkarz[128]
  - Franzo Grande Stevens – włoski prawnik i działacz piłkarski, prezes Juventus F.C. (2003–2006)[129]
  - Katerina Yioulaki(inne języki) – grecka aktorka[130]
- 12 czerwca
  - David Hekili Kenui Bell(inne języki) – amerykański aktor[131]
  - Maurice Gee – nowozelandzki pisarz[132]
  - Zoltán Horváth – węgierski szermierz, mistrz olimpijski (1960), mistrz świata (1957, 1958, 1962, 1966)[133]
  - Józef Jarmuła – polski żużlowiec[134]
  - Radu Stroe – rumuński polityk i inżynier, minister spraw wewnętrznych (2012–2014)[135]
  - Nikołaj Winagoradow(inne języki) – rosyjski polityk, gubernator obwodu włodzimierskiego (1996–2013)[136]
  - Magdalena Wojtaszewska – polska autorka tekstów piosenek[137]
- 11 czerwca
  - Leka Bungo – albański aktor, scenarzysta i reżyser[138]
  - Ananda Lewis – amerykańska modelka i osobowość telewizyjna[139]
  - Douglas McCarthy(inne języki) – brytyjski wokalista, lider zespołu Nitzer Ebb[140]
  - Tadeusz Meszko – polski pisarz, scenarzysta, operator filmowy, fotograf i grafik komputerowy[141]
  - Ayumu Saito(inne języki) – japoński aktor[142]
  - Tetsuo Satō – japoński siatkarz, mistrz (1972) i wicemistrz olimpijski (1968)[143]
  - Brian Wilson – amerykański muzyk, lider zespołu The Beach Boys[144]
  - Danuta Zaborowska – polska aktorka[145]
- 10 czerwca
  - Bujar Bukoshi – kosowski lekarz i polityk, premier na emigracji (1991–2000)[146]
  - Karin Graßhof(inne języki) – niemiecka prawniczka, sędzia Federalnego Trybunału Konstytucyjnego (1986–1998)[147]
  - Thomas Kokosinski – amerykański przedsiębiorca polskiego pochodzenia[148]
  - Czesław Korzeń – polski trener zapasów[149]
  - Suchinda Kraprayoon(inne języki) – tajski wojskowy i polityk, generał, premier (1992)[150]
  - Maria Materska – polska psycholog, dr hab., profesor UW[151]
  - Paul Thomas – amerykański aktor i reżyser filmów pornograficznych[152]
  - Marek Trojanowicz – polski chemik, profesor, prodziekan Wydziału Chemii UW (1990–1993)[153]
  - Harris Yulin – amerykański aktor[154]
  - Wojciech Szelachowski – polski reżyser teatrów lalkowych, autor tekstów piosenek[155]
- 9 czerwca
  - Frederick Forsyth – brytyjski pisarz, dziennikarz i korespondent wojenny[156]
  - Tibor Kincses – węgierski judoka, medalista olimpijski (1980)[157][158]
  - Panikos Krystallis(inne języki) – cypryjski piłkarz i trener[159]
  - Pik-Sen Lim – brytyjska aktorka pochodzenia chińskiego[160]
  - Lucien Nedzi(inne języki) – amerykański prawnik i polityk polskiego pochodzenia, członek Izby Reprezentantów (1961–1981)[161]
  - Chris Robinson(inne języki) – amerykański aktor[162]
  - Sly Stone (właśc. Sylvester Stewart) – amerykański muzyk, autor tekstów piosenek i producent muzyczny; frontman zespołu Sly and the Family Stone[163]
  - Wojciech Szelachowski – polski reżyser teatralny, aktor i nauczyciel akademicki[164]
  - Alicja Wolwowicz – polska nauczycielka, harcerka, działaczka społeczna[165]
  - Ferdi Zeyrek(inne języki) – turecki architekt i polityk, burmistrz Manisy (2024–2025)[166]
- 8 czerwca
  - Victor-Lévy Beaulieu – kanadyjski pisarz, dramaturg, eseista i dziennikarz[167]
  - Lawrence Brandt – amerykański duchowny rzymskokatolicki, biskup Greensburga (2004–2015)[168]
  - Ewa Dałkowska – polska aktorka[169]
  - Edward Drozd – polski prawnik cywilista, profesor, notariusz[170]
  - Iren Fesus – węgierska siatkarka, reprezentantka kraju[171]
  - David Greenwood – amerykański koszykarz[172]
  - Ariel Kalma(inne języki) – francuski muzyk i kompozytor[173]
  - Antioco Piseddu – włoski duchowny rzymskokatolicki, biskup Lanusei (1981–2014)[174]
  - Kamil Walencki – polski producent muzyczny[175]
- 7 czerwca
  - Albert Crews – amerykański wojskowy, pułkownik, pilot i astronauta[176]l
  - Marian Domagała – polski sędzia kolarski[177]
  - Marek Košút(inne języki) – słowacki piłkarz[178][179]
  - José Luis Mollaghan – argentyński duchowny rzymskokatolicki, biskup San Miguel (2000–2005), arcybiskup Rosario (2006–2014)[180]
  - Włodzimierz Siedlik – polski dyrygent, profesor[181]
  - Vladimír Smutný – czeski operator filmowy[182]
  - Edward Szymański – polski ekonomista, polityk i urzędnik państwowy, poseł na Sejm PRL VII, VIII oraz IX kadencji (1976–1989), p.o. szefa Kancelarii Prezydenta RP (1997 i 2005)[183]
- 6 czerwca
  - Changuito(inne języki) (właśc. José Luis Quintana) – kubański perkusjonista[184]
  - Burgl Färbinger – niemiecka narciarka alpejska, medalistka MŚ (1966)[185]
  - Ralph Fonseca(inne języki) – belizeński polityk i menedżer, minister finansów (2003–2004) i spraw wewnętrznych (2006–2008)[186]
  - Ewa Karbowska – polska poetka, publicystka, tłumaczka i dziennikarka[187]
  - Tadeusz Kielan – polski samorządowiec, wójt gminy Lubin (2014–2025)[188]
  - Mieczysław Sajewicz – polski chemik, dr hab., profesor UŚ[189]
  - Krystyna Strachocka-Zgud – polska artystka plastyczka i architektka wnętrz[190]
  - Jan Szkudlarek – polski wojskowy, pułkownik[191]
  - Zenon Zaczyński – polski piłkarz, koszykarz i trener piłkarski[192]
  - Marcin Ziębiński – polski reżyser, scenarzysta i aktor[193][194]
- 5 czerwca
  - Bill Atkinson(inne języki) – amerykański informatyk, programista[195]
  - Jerzy Konieczny – polski politolog, profesor[196]
  - Wayne Lewis – amerykański wokalista R&B, członek zespołu Atlantic Starr[197]
  - Edgar Lungu – zambijski prawnik i polityk, prezydent (2015–2021)[198]
  - Pierre Toubert(inne języki) – francuski historyk i wykładowca akademicki[199]
- 4 czerwca
  - Nicole Croisille – francuska aktorka[200]
  - Maja Dębska – polska triathlonistka[201]
  - Marc Garneau – kanadyjski fizyk, astronauta (STS-41-G, STS-77, STS-97) i polityk, parlamentarzysta (2008–2023), minister transportu (2015–2021) oraz spraw zagranicznych (2021)[202]
  - Clifton Jones – brytyjski aktor pochodzenia jamajskiego[203][204]
  - Stefan Joniak – polski naukowiec, inżynier[205][206]
  - Philippe Labro – francuski reporter, pisarz, scenarzysta i reżyser filmowy[207]
  - Enzo Staiola – włoski aktor dziecięcy[208]
  - Arkadiusz Stępień – polski samorządowiec, burmistrz Kiernozi (2024–2025)[209]
  - Władysław Woźniewicz – polski filolog[210]
- 3 czerwca
  - Josip Joška Broz – serbski polityk, parlamentarzysta (2016–2022), lider KP (2010–2022), wnuk Josipa Broza Tity[211]
  - Henryk Ciski – polski dziennikarz prasowy, twórca i redaktor naczelny TV Sat Magazynu[212].
  - Eugen Doga – mołdawski kompozytor[213]
  - Włodzimierz Kłaczyński – polski pisarz[214]
  - Edmund White – amerykański pisarz, krytyk literacki i nauczyciel akademicki[215]
  - Ryszard Wójcik – polski dziennikarz, reportażysta, reżyser filmów dokumentalnych[216]
- 2 czerwca
  - Eva Borušovičová – słowacka scenarzystka filmowa[217]
  - Roger Freeman – brytyjski polityk, poseł do Izby Gmin (1983–1997), par dożywotni (1997–2020), kanclerz Księstwa Lancaster (1995–1997)[218]
  - Wasyl Gandzij – ukraiński sędzia piłkarski[219]
  - Colin Jerwood(inne języki) – angielski wokalista, lider grupy Conflict[220]
  - Konrad Kojder – polski szachista, mistrz międzynarodowy[221]
  - Gustáv Mráz – słowacki piłkarz, uczestnik MŚ (1958)[222]
  - Pierre Nora – francuski historyk[223]
  - Marek Oleksiński – polski polityk i inżynier, wicewojewoda (1987–1989) i wojewoda (1996–1997) nowosądecki[224]
  - Xu Qiliang(inne języki) – chiński wojskowy i polityk, generał, wiceprzewodniczący CKW KC KPCh (2012–2022) i CKW ChRL (2013–2023)[225]
- 1 czerwca
  - Esko Ahonen – fiński polityk, poseł do Eduskunty (2003–2011)[226]
  - Raymond Destin – martynikański trener piłkarski[227]
  - John Robert Gorman – amerykański duchowny rzymskokatolicki, biskup pomocniczy Chicago (1988–2003)[228]
  - Jonathan Joss(inne języki) – amerykański aktor[229]
  - Łukasz Moszczyński – polski perkusista i członek zespołu Blue Café[230]
  - Monica Nielsen – szwedzka aktorka[231]
  - Víctor Manuel Ochoa Cadavid – kolumbijski duchowny rzymskokatolicki, biskup Cúcuta (2015–2020), ordynariusz polowy Kolumbii (2020–2025)[232]
  - Ayşe Seitmuratova(inne języki) – krymskotatarska działaczka na rzecz praw człowieka[233]
  - Stanisław Żygłowicz – polski weterynarz i samorządowiec, burmistrz gminy Kołaczyce (2018–2024)[234]
- nieznana data dzienna
  - Czesław Jasianek – polski nauczyciel, polityk i urzędnik państwowy, wicewojewoda piotrkowski (1988–1990)[235]